# 西阿爾卑斯山脈

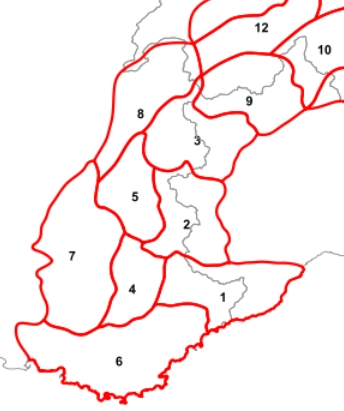

西阿爾卑斯山脈是歐洲的山脈，是阿爾卑斯山脈的西面部分，橫跨摩納哥、法國東南部、意大利西北部和瑞士西南部，長300公里、寬150公里，最高點白朗峰海拔高度4,810米。
与东阿尔卑斯山相比，山峰和山口更高，而山脉本身并不那么宽，也更像拱形。

## 外部連結
- Italian official cartography (Istituto Geografico Militare - IGM); on-line version: www.pcn.minambiente.it（页面存档备份，存于）
- French  official cartography (Institut Géographique National - IGN); on-line version:  www.geoportail.fr（页面存档备份，存于）
- Swiss official cartography (Swiss Federal Office of Topography - Swisstopo); on-line version:  map.geo.admin.ch（页面存档备份，存于）